# Phyllanthus adenodiscus
Phyllanthus adenodiscus är en emblikaväxtart som beskrevs av Johannes Müller Argoviensis. Phyllanthus adenodiscus ingår i släktet Phyllanthus och familjen emblikaväxter. Inga underarter finns listade i Catalogue of Life.